# Inulanthera
 Inulanthera  Källersjö, 1986 è un genere di piante angiosperme dicotiledoni della famiglia delle Asteraceae (sottofamiglia Asteroideae e tribù Anthemideae/clade Southern hemisphere grade). Inulanthera è anche l'unico genere della sottotribù Inulantherinae  Oberpr. & Töpfer, 2022.

## Etimologia
Il nome del genere deriva da due parole: "Inula" (= genere di piante erbacee perenni della famiglia delle Asteraceae) e "anthos" (= fiore); ossia "Inula fiorita".
Il nome scientifico del genere è stato definito dal botanico Mari Källersjö (1954-) nella pubblicazione " Nordic Journal of Botany. Copenhagen" ( Nordic J. Bot. 5(6): 539) del 1986. Il nome scientifico della sottotribù è stato definito dai botanici Christoph Oberprieler (1964-)  e Alisha Töpfer nella pubblicazione " Willdenowia. Mitteilungen aus dem Botanischen Garten und Museum Berlin-Dahlem. Berlin-Dahlem" ( Willdenowia 52(1): 126) del 2022.

## Descrizione
Portamento. L'habitus delle specie di questo genere è arbustivo e cespuglioso; l'indumento è formato da peli basifissi oppure le superfici possono essere glabre.
Fusto. La parte aerea in genere è eretta, semplice o ramosa. 
Foglie. Le foglie sono a disposizione alterna con forme da intere a lobate.
Infiorescenza. Le sinflorescenze sono formate da capolini raccolti in modo corimboso denso. Le infiorescenze vere e proprie sono composte da un capolino terminale peduncolato di tipo discoide, normalmente con fiori eterogami (raramente omogami). I capolini sono formati da un involucro, con forme da emisferiche a sferiche, composto da diverse brattee, al cui interno un ricettacolo fa da base ai fiori di due tipi: fiori del raggio (qui assenti) e fiori del disco. Le brattee, strette, a consistenza erbacea e margini scariosi, sono disposte in modo più o meno embricato su 3 serie. Il ricettacolo, piatto, è provvisto, oppure (più raramente) no, di pagliette avvolgenti la base dei fiori.
Fiori.  I fiori sono tetra-ciclici (formati cioè da 4 verticilli: calice – corolla – androceo – gineceo) e pentameri (calice e corolla formati da 5 elementi). Si distinguono in:
- fiori del raggio (esterni): sono assenti;
- fiori del disco (centrali): sono più numerosi con forme brevemente tubulose (attinomorfe); sono ermafroditi (o funzionalmente maschili) e fertili.

- Formula fiorale:

*/x K {\displaystyle \infty }, [C (5), A (5)], G 2 (infero), achenio
- Calice: i sepali del calice sono ridotti ad una coroncina di squame.

- Corolla: (solo fiori del disco) la forma è tubulare bruscamente divaricata in 5 lobi; i lobi, patenti o eretti, hanno una forma deltata o più o meno lanceolata; il colore può è giallo.

- Androceo: l'androceo è formato da 5 stami (alternati ai lobi della corolla) sorretti da filamenti generalmente liberi; gli stami sono connati e formano un manicotto circondante lo stilo. Le antere possono essere sia di tipo basifissa che mediofissa (ossia attaccate al filamento per la base – nel primo caso; oppure in un punto intermedio – nel secondo caso).[14] Questa caratteristica ha valore tassonomico in quanto distingue i generi gli uni dagli altri. Le antere basalmente sono caudate. Il tessuto endoteciale (rivestimento interno dell'antera) è quasi sempre polarizzato (con due superfici distinte: una verso l'esterno e una verso l'interno). Il polline è sferico con un diametro medio di circa 25 micron;  è tricolporato (con tre aperture sia di tipo a fessura che tipo isodiametrica o poro) ed è echinato (con punte sporgenti).

- Gineceo: l'ovario è infero uniloculare formato da 2 carpelli. Lo stilo (il recettore del polline) è profondamente bifido (con due stigmi divergenti) e con le linee stigmatiche marginali separate o contigue. I due bracci dello stilo hanno una forma troncata e possono essere papillosi o ricoperti da ciuffi di peli.

Frutti. I frutti sono degli acheni senza pappo; la forma degli acheni è cilindrica o obovoide con 10 coste; l'apice è provvisto di una piccola corona squamata; il pericarpo è liscio, papilloso e privo di cellule miogeniche e sacche resinose.

## Biologia
Impollinazione: l'impollinazione avviene tramite insetti (impollinazione entomogama tramite farfalle diurne e notturne).

Riproduzione: la fecondazione avviene fondamentalmente tramite l'impollinazione dei fiori (vedi sopra).

Dispersione: i semi (gli acheni) cadendo a terra sono successivamente dispersi soprattutto da insetti tipo formiche (disseminazione mirmecoria). In questo tipo di piante avviene anche un altro tipo di dispersione: zoocoria. Infatti gli uncini delle brattee dell'involucro (se presenti) si agganciano ai peli degli animali di passaggio disperdendo così anche su lunghe distanze i semi della pianta. Inoltre per merito del pappo (se presente) il vento può trasportare i semi anche a distanza di alcuni chilometri (disseminazione anemocora).

## Distribuzione e habitat
Le specie di questo gruppo sono distribuite in Africa meridionale e Madagascar.

## Sistematica
La famiglia di appartenenza di questa voce (Asteraceae o Compositae, nomen conservandum) probabilmente originaria del Sud America, è la più numerosa del mondo vegetale, comprende oltre 23.000 specie distribuite su 1.535 generi, oppure 22.750 specie e 1.530 generi secondo altre fonti (una delle checklist più aggiornata elenca fino a 1.679 generi). La famiglia attualmente (2021) è divisa in 16 sottofamiglie; la sottofamiglia Asteroideae è una di queste e rappresenta l'evoluzione più recente di tutta la famiglia.

### Filogenesi
Il gruppo di questa voce è descritto nella tribù Anthemideae, una delle 21 tribù della sottofamiglia Asteroideae). Da un punto di vista filogenetico, la tribù Anthemideae fa parte del supergruppo (o sottofamiglia) "Asteroideae grade"; l'altro è il supergruppo "Non-Asteroideae" contenente il resto delle sottofamiglie delle Asteraceae. All'interno del supergruppo è vicina alle tribù Senecioneae, Calenduleae, Gnaphalieae e Astereae.
In base alle ultime ricerche nella tribù sono stati individuati (provvisoriamente) 4 principali lignaggi (o cladi): "Southern hemisphere grade", "Asian-southern African grade", "Eurasian grade" e "Mediterranean clade". La sottotribù (Inulantherinae) e il genere (Inulanthera) di questa voce sono compresi nel clade Southern hemisphere grade.
Diversi generi presentano dei caratteri simili a quelli di Inulanthera. Alcuni Autori hanno proposto dei collegamenti con il genere Gonospermum Less. delle Canarie o il genere Ursinia Gaertn.. Le differenze tra questi generi dal punto di vista morfologico suggeriscono piuttosto la creazione di una sottotribù indipendente e unigenerica piuttosto che la creazione di una sottotribù estremamente eterogenea. Inoltre all'interno dell'intera tribù (Anthemideae) le antere caudate sono condivise solamente dai generi  Osmitopsis Cass. e Hippolytia Poljakov, ma non sono mai state confermate strette relazioni filogenetiche con questi generi.
I caratteri distintivi delle specie di questo genere sono:
- le foglie sono alternate;
- le antere sono caudate;
- all'apice dell'achenio è presente una piccola coroncina di scaglie.

Inulanthera, insieme a Ursinia, ha incominciato a diversificarsi circa 14 milioni di anni fa.
In precedenti trattazioni questo genere era descritto all'interno del "Cotula Group".

### Elenco delle specie
Questo genere ha 10 specie:
- Inulanthera brownii (Hochr.) Källersjö
- Inulanthera calva  (Hutch.) Källersjö
- Inulanthera coronopifolia  (Harv.) Källersjö
- Inulanthera dregeana  (DC.) Källersjö
- Inulanthera leucoclada  (DC.) Källersjö
- Inulanthera montana  (Wood) Källersjö
- Inulanthera nuda  Källersjö
- Inulanthera schistostephioides  (Hiern) Källersjö
- Inulanthera thodei  (Bolus) Källersjö
- Inulanthera tridens  (Oliv.) Källersjö